# Citadels
Citadels (vorher auf Deutsch: Ohne Furcht und Adel; französisch Citadelles; englisch Citadels; niederländisch Machiavelli) ist ein Kartenspiel mit wechselnden Identitäten für 2 bis 7 Spieler ab 10 Jahren. Autor ist Bruno Faidutti, für den deutschsprachigen Raum wird es von Hans im Glück vertrieben. Das Spiel wurde 2000 als Spiel des Jahres nominiert. Das Spiel nutzt einen von Marcel-André Casasola Merkle für das Kartenspiel Verräter entwickelten Spielmechanismus zur Kartenverteilung.
Ziel des Spiels ist es, in seiner Auslage möglichst schnell eine Stadt zu errichten, also acht Gebäude zu erbauen.

## Spielmaterial
Neben einigen Übersichtskarten liegen dem Spiel 65 weitestgehend unterschiedliche Bauwerkkarten und 8 Charakterkarten bei. Dazu kommen 30 Marken, die das zum Bauen der Bauwerkkarten benötigte Gold darstellen und die Spielregeln.
Das Spiel wurde bei gleich bleibender Ausstattung in zwei Auflagen mit zwei sehr unterschiedlichen Regelwerken verkauft.

## Spielmechanismus
Jeder Spieler beginnt mit einem Vorrat an Gold und Bauwerkkarten. In jeder Runde werden die Charakterkarten jedoch nach einem komplexen Mechanismus neu verteilt. Dabei bleibt zunächst weitestgehend geheim, welcher Spieler welchen Charakter ausgewählt hat. Die verschiedenen Charaktere verfügen über verschiedene Sonderfähigkeiten – manche konstruktiv, andere destruktiv.
Nachdem die Charaktere vergeben sind, werden diese nun in einer vorgegebenen Reihenfolge aufgerufen, der entsprechende Spieler ist jeweils am Zug. Hier hat der Mitspieler nun die Möglichkeit zu diversen Aktionen: die Fähigkeit des Charakters kann eingesetzt werden, Gebäudekarten nachgezogen werden, Gold angesammelt und schließlich maximal ein Gebäude gebaut werden, welches eine Handkarte des Spielers ist und mit seinem Gold bezahlt werden muss.
Anschließend wird der nächste Charakter aufgerufen. Waren alle Charaktere an der Reihe, werden die Charakterkarten zurückgegeben, gemischt und eine neue Verteilung beginnt. Dabei wechselt der Startspieler gegebenenfalls in Abhängigkeit von den zuvor gewählten Charakterkarten und nicht – wie oft üblich – von der Sitzreihenfolge.
Die Komplexität des Spieles liegt in der Verteilung der Charakterkarten. Die Charaktere haben gewisse Synergieeffekte mit den bereits ausliegenden Gebäuden. Zu verschiedenen Spielphasen sind zudem unterschiedliche Charaktere vorteilhaft. Gerade die aggressiven Charakterfertigkeiten werden auf andere, noch nicht enttarnte, Charaktere ausgespielt – nicht auf Spieler! Daher kann es sinnvoll sein, einen weniger vorteilhaften Charakter auszuwählen, dafür aber den feindlichen Aktionen seiner Gegner zu entgehen.

## Spielende
Das Spiel endet in der Runde, in welcher der erste Spieler sein achtes Gebäude errichtet hat. Anschließend werden die Siegpunkte errechnet. Den Hauptteil machen hierbei die errichteten Gebäude aus. In der Regel entsprechen deren Siegpunkte den jeweiligen Baukosten in Gold. Es gibt jedoch auch für andere Spielziele Siegpunkte.

## Ausgaben und Erweiterung
Mit Die Dunklen Lande erschien 2004 eine Erweiterung. Sie ermöglicht das Spiel mit 2 bis 8 Spielern. Dabei wird mit 9 Charakterkarten gespielt. In der Erweiterung sind neben Duplikaten der bisherigen 8 Charaktere 10 neue enthalten. Diese 18 Charaktere bilden 9 Paare. Vor jeder Partie wird nun von jedem Paar (die ähnliche Charakterfähigkeiten haben) eine Karte ausgewählt und das folgende Spiel komplett mit dieser bestritten. Die Duplikate der alten Karten sind notwendig, um eventuell abgenutzte Karten des Grundspiels zu ersetzen und somit die Geheimhaltung der Charakterwahl zu gewährleisten.
Zudem sind 15 neue Bauwerkkarten mit Sonderfertigkeiten enthalten, von denen man für jede Partie jeweils einige gegen Karten des Grundspiels austauschen kann. Zusätzlich gibt es eine Königsfigur aus Holz, die Karte und Plastikständer aus dem Grundspiel ersetzt.
Im Jahr 2008 erschien eine Sonderausgabe des Spiels in Form einer Metallbox, welche sowohl das Basisspiel als auch die Erweiterung enthielt.
Eine zweite Mini-Erweiterung mit dem Thema „Zirkus“ erschien im Herbst 2012 in Verbindung mit einer Neuauflage des Basisspiels. Die Erweiterung ist nicht separat erhältlich und besteht aus 15 Karten eines neuen Typs, welche „Aktionskarten“ genannt werden. Diese dürfen während eines Zuges, ähnlich wie Bauwerkkarten, ausgespielt werden und bringen dem Spieler verschiedene taktische Vorteile. Die Erweiterung wurde vom Hans im Glück Verlag unabhängig vom eigentlichen Autor Bruno Faidutti konzipiert.
2017 erschien bei Hans im Glück eine völlige Neuauflage, die auch im deutschen Sprachraum unter dem internationalen Titel Citadels vertrieben wird. Sie enthält das Grundspiel, die Erweiterung Die Dunklen Lande und eine zusätzliche Erweiterung mit dem Namen Die dunklen Gesellen. 2022 erschien eine Mini-Erweiterung mit dem Titel Metropole, die nur  mit dem neuen Citadels funktioniert.

## Übersetzungen
Das Spiel ist in folgenden Übersetzungen erhältlich: Chinesisch, Dänisch, Englisch, Französisch, Griechisch, Hebräisch, Indonesisch, Italienisch, Koreanisch, Kroatisch, Niederländisch, Norwegisch, Polnisch, Schwedisch, Spanisch, Slowenisch, Ungarisch, Russisch, Tschechisch/Slowakisch.